# راس ماردوک
راس ماردوک (انگلیسی: Ross Murdoch؛ زادهٔ ۱۴ ژانویهٔ ۱۹۹۴) یک شناگر اهل اسکاتلند است.
از افتخارات وی میتوان به کسب مدال طلا ۴×۱۰۰ متر مختلط امدادی (زن و مرد) و مدال برنز ۱۰۰ متر قورباغه در مسابقات جهانی ورزش‌های آبی اشاره کرد.